# シルッカ・ポルクネン
シルッカ・ポルクネン（Sirkka Tellervo "Telle" Polkunen、1927年11月6日 - 2014年9月28日）はフィンランド、中央スオミ県ユヴァスキュラ出身のクロスカントリースキー選手。1950年代に国際大会に出場した。

## プロフィール
1952年オスロオリンピックでは5位に入賞、1954年ノルディックスキー世界選手権では10km6位、リレーで銀メダル、1956年のコルティナダンペッツォオリンピックでは10km、リレーでは金メダルを獲得した。